# Wcistki

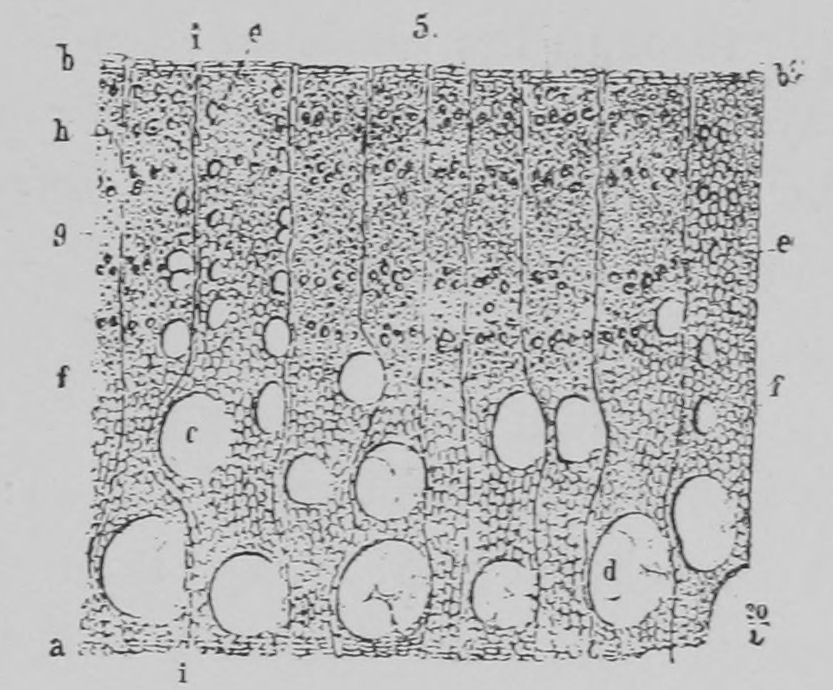
Drewno, powiększenie 20x, w niektórych naczyniach widoczne wcistki - d

Wcistki, tylozoidy – pęcherzykowate  wyrosty wewnątrz naczyń lub cewek, powstałe w wyniku wrośnięcia do wnętrza komórek miękiszowych. Komórki miękiszowe wrastają przez jamki do wnętrza martwych komórek. Wraz z delikatną ścianą komórkową do wnętrza może wniknąć część cytoplazmy a nawet jądro komórkowe. Wcistki o znacznych rozmiarach są w stanie całkowicie zamknąć naczynie. Powstają w miejscach, gdzie biel przechodzi w twardziel. Wytwarzanie wcistków jest procesem zachodzącym podczas starzenia, urazów i infekcji.